# スケール・モデル・エクイップメント
スケール・モデル・エクイップメント（The scale model equipment company limited 、SME）はイギリスのオーディオメーカー。
元々は模型製造の会社であったが、創業者社長のアラステア・ロバートソン・エイクマン（Alastair Robertson-Aikman ）が本業の合間に趣味で製作したトーンアームがオーディオマニアである友人の目に止まり、製品化されオーディオメーカーとなった。

## 製品一覧
製品は高く評価されているが、初期製品は調整が難しく、普通のトーンアームと思っていると変な音しかしないことがほとんどという。
- 3012型（1959年発売）
- 3009型（1960年発売）
- 3012R型
- 3010R型
- 3009R型